# Список вулиць Львова (І)
Список усіх вулиць Львова, що починаються на літеру І.
У списку вулиці подані за алфавітом. Назви вулиць на честь людей відсортовані за прізвищем і подаються у форматі Прізвище Ім'я і/або Посада. Якщо вулиця названа за цілісним псевдонімом або прізвиськом, то сортування відбувається за першої літерою псевдоніма або імені, тобто Лесі Українки — на літеру Л, Марка Вовчка, Марка Черемшини — на М, Олени Пчілки — на О, Панаса Мирного — на П, Янки Купали — на Я тощо.
Курсивом позначені зниклі вулиці.
Колір фону у списку залежить від типу урбаноніма.
| Назва                        | Тип      | Колишні назви                                                    | Район          | Місцевість        | Рік затв. | Джерела              |
| ---------------------------- | -------- | ---------------------------------------------------------------- | -------------- | ----------------- | --------- | -------------------- |
| Святого Івана Павла ІІ       | проспект | Хуторівка                                                        | Сихівський     | Сихів, Боднарівка |           | ПСВЛ, ВП, Л          |
| Іванова гора                 | вулиця   | Іван-Гора                                                        | Личаківський   | Великі Кривчиці   | 1993      | ВЛ, ПСВЛ, ВП, Л      |
| Івасюка Володимира           | вулиця   | Міхальскєґо, Вагилевичґассе, Михальського, Полтавська            | Личаківський   | Погулянка         | 1992      | ВЛ, ПСВЛ, ІВЛ, ВП, Л |
| Ігорева                      | вулиця   | Замкнєнта (Знесіння); Бродзіньскєґо, Бродзінського               | Личаківський   | Знесіння          | 1950      | ВЛ, ПСВЛ, ІВЛ, ВП, Л |
| Ільмова                      | вулиця   | Спадиста І (Збоїща)                                              | Шевченківський | Збоїща            | 1958      | ВЛ, ПСВЛ, ВП, Л      |
| Інструментальна              | вулиця   | Ґрунвальдска (Замарстинів); Вітольда                             | Шевченківський | Замарстинів       | 1950      | ВЛ, ПСВЛ, ВП, Л      |
| Ірчана Мирослава             | вулиця   | Блотна бочна (Сигнівка); Блотна (Сигнівка); Болотна              | Залізничний    | Сигнівка          | 1963      | ВЛ, ПСВЛ, ІВЛ, ВП, Л |
| Ірини Фаріон                 | вулиця   | Кляйновска (част.); Техніцка, Технікенштрассе, Техницька         | Галицький      | Новий Світ        | 2024      | ПСВЛ, ВП, Л          |
| Ісаєвича Ярослава, академіка | вулиця   | Скшинєцкєґо, Пфінерґассе, Скшинецького, Краснодонська, Шумського | Франківський   | Вулька            | 2022      | ПСВЛ, ІВЛ, ВП, Л     |